# Dona cridant a un gat
Dona cridant a un gat (en anglès Woman yelling at a cat) és un mem d'internet utilitzat per primera vegada en una publicació per l'usuari de Twitter @MISSINGEGIRL l'1 de maig de 2019. Juxtaposa dues imatges: a l'esquerra, una captura de pantalla de "Malibu Beach Party from Hell", un episodi de The Real Housewives of Beverly Hills, que representa la membre del repartiment Taylor Armstrong plorant i assenyalant (retinguda per Kyle Richards); i una imatge penjada a Tumblr el juny de 2018, que representa un gat d'⁣Ottawa, Smudge, assegut a una taula darrere d'una amanida amb una expressió aparentment perplexa.

## Imatges utilitzades

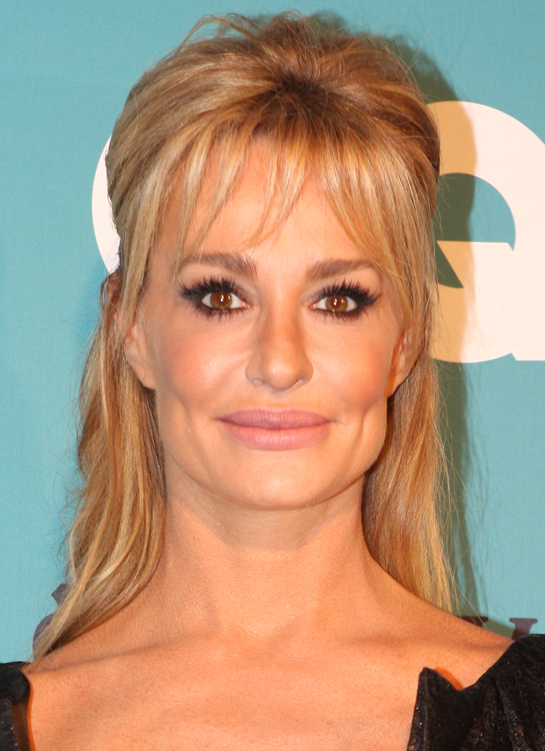
Taylor Armstrong el 2012. Una captura de pantalla d'ella a The Real Housewives of Beverly Hills serveix com a imatge esquerra del meme.

La imatge de l'esquerra de la imatge del meme és una captura de pantalla de "Malibu Beach Party From Hell", un episodi de la segona temporada de The Real Housewives of Beverly Hills (2010-present). L'episodi representa una festa a la platja que va anar malament quan les mestresses de casa Taylor Armstrong i Camille Grammer es van enfrontar per les xafarderies d'aquesta última sobre l'antic marit d'Armstrong, Russell, que es va suïcidar després d'una relació abusiva. El fotograma és dels moments més calorosos de l'episodi, on un Armstrong plorós crida i assenyala un assistent mentre és restringit per Kyle Richards; es va fer viral després de la seva inclusió en un article del Daily Mail publicat un dia després de l'emissió de l'episodi. Armstrong va continuar treballant amb refugis de violència domèstica i, l'octubre del 2019, va dir que ara estava en un matrimoni més positiu.
La imatge de la dreta de la imatge del meme és d'un gat d'⁣Ottawa, Ontario, anomenat Smudge, que era propietat de Miranda Stillabower l'any 2015. Segons Stillabower, era molt antisocial amb els humans a casa i no li agradava tenir una cadira per seure quan els familiars omplien espai a la taula del sopar. En un sopar del 2018, quan un convidat va deixar la seva cadira que tenia amanida davant, el gat se la va agafar ràpidament i tenia una expressió aparentment confusa a la cara; com algú que va fer fotos de les seves mascotes i les va publicar a Tumblr, Stillabower va fer una foto del moment i la va penjar al lloc el juny de 2018. Tot i que Stillabower no esperava que la seva publicació a Tumblr es fes viral, no obstant això, va obtenir 50.300 notes i publicacions en un any, que Paige Leskin, de Business Insider ' va suggerir que es devia a l'ús de l'argot d'Internet del subtítol.

## Popularitat
La primera encarnació del meme "dona cridant a un gat" que va utilitzar ambdues imatges va ser una publicació de l'usuari de Twitter @MISSINGEGIRL l'1 de maig de 2019, amb el títol "Aquestes fotos juntes m'estan fent perdre'l". En poc més de tres mesos, es va retuitejar més de 78.000 vegades i va obtenir més de 275.000 m'agrada. Tot i que altres usuaris de Twitter van copiar el meme amb subtítols diferents, el que va augmentar la notorietat massiva del meme va ser una publicació de Reddit el 2 de juny d'u/PerpetualWinter satiritzant els fans dels Knicks de Nova York.
Alguns periodistes, així com la mateixa Stillabower, van atribuir la popularitat de la "dona que crida a un gat" a la seva flexibilitat d'ús; els temes inclouen escenaris quotidians com ara trobades amb aranyes, problemes de relació en relació amb els missatges de text, algú que nota un parent masturbant amb porno, debats com la violència en videojocs i pronunciacions de paraules. De tant en tant, s'incorporen altres memes o els personatges del meme es substitueixen per altres.
El meme es va representar en altres formats, utilitzant-se com a disfresses de Halloween (un dels quals Armstrong va respondre a Twitter) i per a un rètol en un esdeveniment de setembre de 2019 a Guatemala en protesta contra la Companyia Minera de San Rafael. SimplySimmer19 va crear una recreació del meme amb una versió modificada de The Sims 4 i la va penjar a Reddit l'abril de 2020, i va obtenir més de 42.000 vots favorables durant aquest mes. Més d'un any després de l'augment inicial del meme, Bruce Sterling va recrear el meme amb estils artístics únics per a diversos períodes; i Ochre Jelly, que ha fet recreacions de Lego d'altres memes, en van fer una per "dona que crida a un gat", amb la situació de trepitjar maons de Lego.
El meme va convertir Smudge en una personalitat d'Internet, obtenint un lloc web oficial i una línia de roba, tasses de cafè i altres productes basats en ell; 1,4 milions de seguidors al seu compte d'Instagram; i un grup de Facebook "Smudgeposting" que tenia 23.000 seguidors. Els números d'Instagram i Smudgeposting són des de desembre de 2019. El contingut de l'Instagram de Smudge inclou diversos tipus de publicacions, com ara que té la mateixa expressió que al meme cap a altres aliments com els nachos. Els propietaris de Smudge van donar els diners recaptats amb la venda de samarretes a l'organització sense ànim de lucre Furry Tails, que rescatava gats. A Instagram, celebritats com el linebacker de la NFL Bruce Davis i el lluitador de la WWE John Cena van publicar mems de Smudge, així com fotos d'ells mateixos portant samarretes del gat; el raper Snoop Dogg també va mostrar agraïment pel meme.
El meme ha estat utilitzat per persones i institucions notables. Stefon Diggs de la NFL, durant una entrevista, portava taques amb el meme. Library and Archives Canada va utilitzar el meme en una publicació de Facebook explicant per què els seus empleats de vegades manegen llibres rars amb les mans nues.
Les publicacions van anomenar "dona cridant a un gat" un dels millors memes del 2019 i de la dècada del 2010, mentre que el mateix Smudge va encapçalar la llista del 2020 de la revista Time dels millors gats populars en línia d'aquell any.
"Woman yells at a cat" va guanyar el Meme de l'any als 12th Shorty Awards, presentats a Armstrong i Smudge el 3 de maig de 2020.

## Comentari
Els escriptors van citar "una dona cridant a un gat" com a exemple de l'impacte de la cultura pop de la franquícia The Real Housewives, i com els mitjans de comunicació publicats anteriorment guanyen una segona vida a Internet.